# Амельное
Амельное (бел. Амяльное) — посёлок в Неглюбском сельсовете Ветковского района Гомельской области Белоруссии.
В результате катастрофы на Чернобыльской АЭС и радиационного загрязнения жители (44 семьи) переселены в 1992 году в чистые места.

## География

### Расположение
В 22 км на северо-восток от Ветки, 44 км от Гомеля.

### Гидрография
На юге и западе мелиоративные каналы.

## Транспортная сеть
Автодорога, которая связывает деревню с Веткой. Планировка состоит из длинной, прямолинейной, почти меридиональной улицы. Застройка двусторонняя, деревянная, усадебного типа.

## История
Основан в начале XX века как хутор. В 1926 году в Старозакружском сельсовете Ветковского района Гомельского округа. В 1930 году организован колхоз. Во время Великой Отечественной войны 7 жителей погибли на фронте. В 1969 году входил в состав колхоза «40 лет Октября» (центр — деревня Старое Закружье).

## Население

### Численность
- 2004 год — жителей нет.

### Динамика
- 1926 год — 32 двора, 183 жителя.
- 1940 год — 55 дворов, 175 жителей.
- 1959 год — 221 житель (согласно переписи).
- 1969 год — 51 двор.
- 1992 год — жители (44 семьи) переселены.